# Bairdia plebeia
Bairdia plebeia är en kräftdjursart. Bairdia plebeia ingår i släktet Bairdia och familjen Bairdiidae. Inga underarter finns listade.